# Ottův pramen
Ottův pramen je jeden ze dvou minerálních zásaditých pramenů v obci Kyselka na Karlovarsku. Pramení v kopci nad řekou Ohří, kde nechal Heinrich Mattoni vystavět tzv. Ottovu kolonádu (Ottův pavilon). Pokračuje do pítka pod pavilonem a dále stružkou až do řeky Ohře. Je pojmenován po řeckém králi Otovi I., který Kyselku v roce 1852 navštívil. Předtím se jmenoval Bukovská kyselka.
V současnosti je sveden do pítka před sochu Heinricha Mattoniho, mezi Jindřichův dvůr a kavárnu. Zde je možné vodu popíjet. Do roku 2014 bylo pítko umístěno na nároží domu Jindřichův dvůr. Ottův pramen je též jímán a potrubím veden do stáčírny Karlovarských minerálních vod, kde je odželezněn, smísen s dalšími prameny a prodáván pod značkou Mattoni. Dnešní minerální voda Mattoni tak, na rozdíl od té stáčené Heinrichem Mattonim, obsahuje pouze stopové množství Ottova pramene.

## Galerie

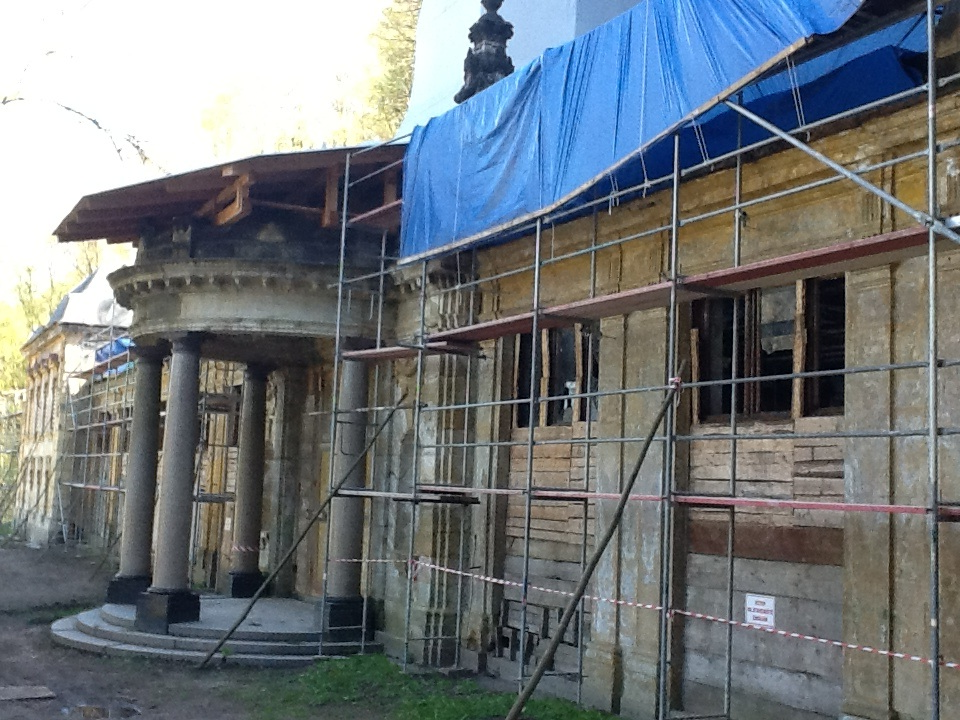
Ottova kolonáda – zdroj pramene
- Pítko pod Ottovou kolonádou
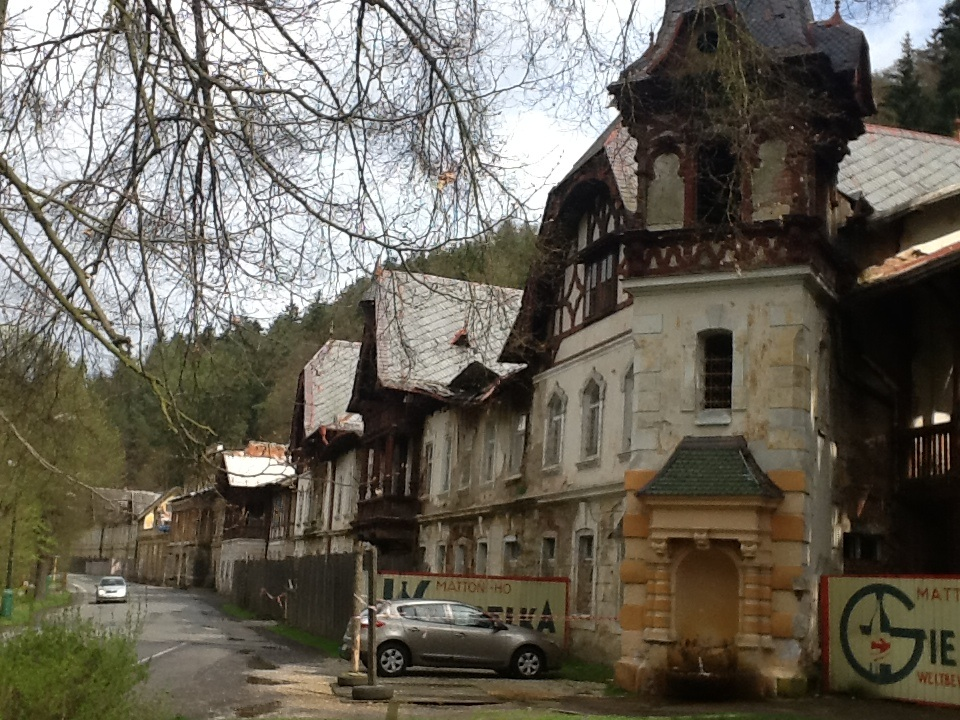
Původní umístění pítka na Jindřichově dvoře
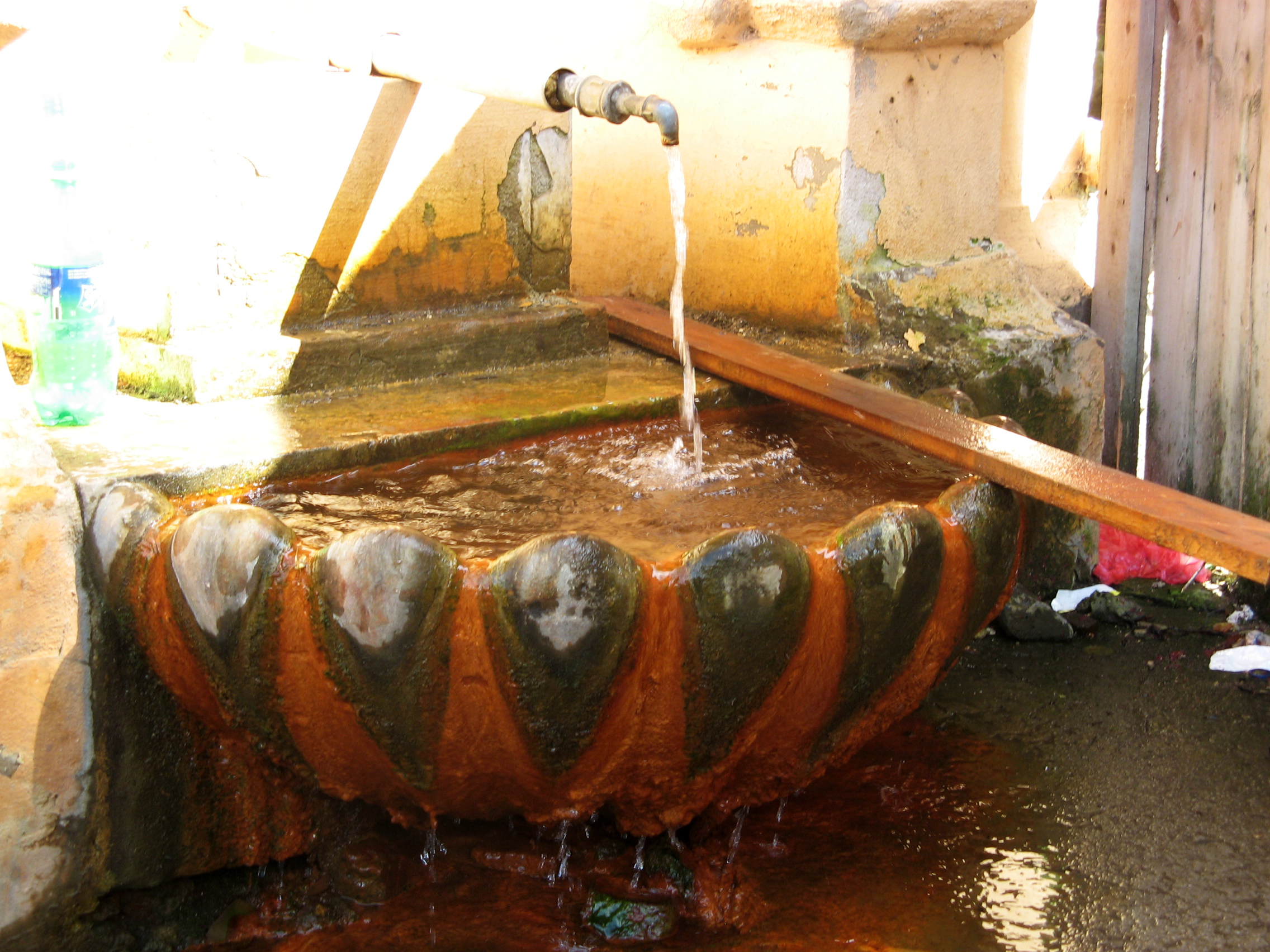
Detail původního pítka užívaného do dubna 2014